# Natalia Krushelnítskaya
Natalia Krushelnítskaya –en ruso, Наталья Крушельницкая– (Kiev, 4 de agosto de 1959) es una deportista soviética de origen ucraniana que compitió en ciclismo en la modalidad de pista. Ganó una medalla de bronce en el Campeonato Mundial de Ciclismo en Pista de 1985, en la prueba de velocidad individual.

## Medallero internacional
| Campeonato Mundial | Campeonato Mundial | Campeonato Mundial | Campeonato Mundial   |
| Año                | Lugar              | Medalla            | Competición          |
| ------------------ | ------------------ | ------------------ | -------------------- |
| 1985               | Bassano ( Italia)  | Medalla de bronce  | Velocidad individual |